# Sveriges Lucia

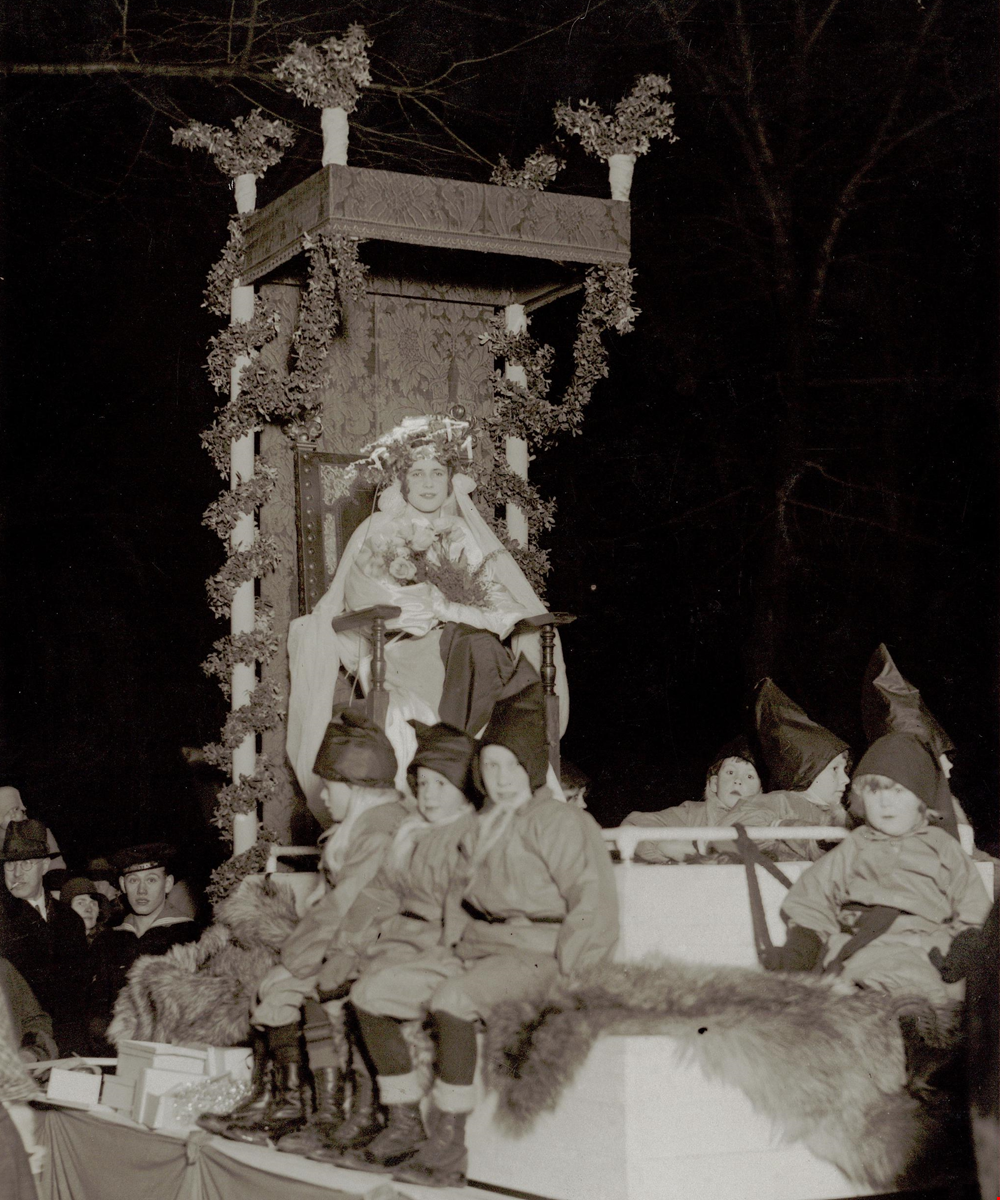
Gudrun Jern som Stockholms Lucia 1929.

Sveriges Lucia var ett årligt evenemang mellan 1973 och 2012 som veckotidningen Året Runt arrangerade tillsammans med företaget Swedish Traditional Events för att utse och kröna en lucia.
Mellan 2001 och 2007 anordnade tidningarna Aftonbladet och sedan Stockholm City evenemanget under namnen "Årets Lucia" respektive "Stockholms Lucia" innan Året Runt återupptog arrangemanget 2008.
Sveriges första officiella Lucia hette Solveig Hedengran; hon korades till Stockholms Lucia 1928 i ett arrangemang av Stockholms Dagblad.

## Lucia efter år
Tabellen nedan listar upp alla lucior och deras krönare efter år.
| År   | Lucia                            | Luciakrönare                        |
| ---- | -------------------------------- | ----------------------------------- |
| 1973 | Maigret Andersson                | Prinsessan Christina                |
| 1974 | Anne Olofsdotter                 | Nils Erik Bæhrendtz                 |
| 1975 | Birgitta Lindvall                | Liv Ullmann                         |
| 1976 | Liselott Cargain                 | Saul Bellow                         |
| 1977 | Maria Sandahl                    | Bertil Ohlin                        |
| 1978 | Elisabeth Bernhoff               | Ola Ullsten                         |
| 1979 | Ewa Hed                          | Britt Mogård                        |
| 1980 | Monica Rydell                    | Jan-Erik Wikström                   |
| 1981 | Laura Wessberg, Uppsala          | Kai Siegbahn                        |
| 1982 | Carina Fogestedt                 | Bengt Göransson                     |
| 1983 | Yvonne Ryding, Eskilstuna        | William Golding                     |
| 1984 | Cecilia Gullin                   | Ingemund Bengtsson                  |
| 1985 | Cecilia Eriksson                 | Sten Andersson                      |
| 1986 | Martina Jeansson                 | Anders Wijkman                      |
| 1987 | Annelie Ericsson                 | Astrid Lindgren                     |
| 1988 | Sophie Andersson, Halmstad       | Cyndee Peters                       |
| 1989 | Anna Kohlström                   | Alice Babs                          |
| 1990 | Anna Jansson, Sandviken          | Prinsessan Christina, fru Magnuson  |
| 1991 | Monika Andreasson                | Eva Nordenson                       |
| 1992 | Linda Olofsson, Järvsö           | Derek Walcott                       |
| 1993 | Viktoria Reichel, Borås          | Ulf Adelsohn                        |
| 1994 | Lisa Almgren, Halmstad           | Hans Alfredson                      |
| 1995 | Camilla Johansson                | Börje Ahlstedt                      |
| 1996 | Therese Nelson, Stockholm        | Marita Ulvskog                      |
| 1997 | Linda Harritz, Stockholm         | Ulf Adelsohn                        |
| 1998 | Jenny Åkerström, Arbrå           | Peter Harryson                      |
| 1999 | Linda Pettersson, Tungelsta      | Herman Lindqvist                    |
| 2000 | Amanda Jabin-Gustafsson, Gävle   | Anna Maria Corazza Bildt            |
| 2001 | Linda Cahling, Kalmar            | Thomas Di Leva                      |
| 2002 | Emma Johannesson, Stockholm      | Bibi Andersson                      |
| 2003 | Therese Andersson                | Lasse Berghagen                     |
| 2004 | Karin Westerberg                 | Leif Pagrotsky                      |
| 2005 | Isolde Palombo, Älvsjö           | Michael Nyqvist                     |
| 2006 | Jennie Samuelsson, Hässelby      | Ernst Billgren                      |
| 2007 | Madeleine Gustafsson, Södertälje | Paolo Roberto                       |
| 2008 | Emma Johansson, Örkelljunga      | Christer Örning och Renata Chlumska |
| 2009 | Sofia Högmark, Tärnsjö           | Linda Isaksson                      |
| 2010 | Anna Franzon, Stockholm          | Angelo Persani                      |
| 2011 | Aida Lindqvist, Uppsala          | Marie Göranzon                      |
| 2012 | Amanda Carlshamre, Skara         | Jan Malmsjö                         |